# Seznam AAR oznak (G)

## G
- GA   - Seaboard System Railroad, CSX Transportation
- GAAB - South Carolina Central Railroad
- GABX - General American Marks Company
- GACX - General American Marks Company, GATX Corporation
- GAEX - General American Marks Company
- GAFX - Fuller Company
- GALX - Georgia Power Company
- GAMX - General American de Mexico, Arrendadora Nacional De Carros De Ferrocaril
- GANO - Georgia Northern Railway
- GAOX - General American Transportation Corporation
- GAPX - Georgia-Pacific Corporation, Georgia Gulf Corporation
- GARX - General American Transportation Corporation, GATX de Mexico, SA de CV
- GASX - General American Marks Company
- GATU - Gateway Container Leasing
- GATX - General American Marks Company, GATX Corporation
- GAUX - General American Transportation Corporation
- GAYX - General American Transportation Corporation
- GBRX - Greenbrier Leasing Corporation
- GBRY - Gettysburg Railway
- GBRZ - Greenbrier Leasing Corporation
- GBW  - Green Bay and Western, Fox Valley and Western, Wisconsin Central
- GC   - Georgia Central Railway
- GCAU - G.C.A. Transport, Ltd.
- GCCX - General American Marks Company
- GCDU - Overseas Container, Ltd.
- GCEU - Genstar Container Corporation
- GCEZ - Genstar Container Corporation
- GCFX - Alstom Canada Transport
- GCGX - Gulf Coast Grain, Inc.
- GCIX - Gabriel Chemicals, Inc.
- GCLX - Gold Coast, Ltd.
- GCLZ - Global Chassis Leasing
- GCMX - National Railway Historical Society
- GCOX - Gold Coast Railroad Museum
- GCPU - Genstar (Burlington Northern and Santa Fe Railway; BNSF Railway)
- GCPX - Georgia Gulf Corporation (PVC Division)
- GCRX - Grand Canyon Railway
- GCSF - Gulf, Colorado and Santa Fe Railroad
- GCSR - Gulf, Colorado and San Saba Railway
- GCSU - G.C.S. Containers Service, SA
- GCTU - Gulf Container Lines
- GCTX - General Chemical Corporation
- GCW  - Garden City Western Railway
- GCX  - Alltank Equipment Corporation, Honeywell
- GDCX - General American Marks Company
- GDJX - Grimmel Industries
- GEAX - Trinity Rail Management, Inc.
- GECX - GE Transportation Systems (Business Operations)
- GECZ - GE Capital Container Finance Corporation
- GEGX - GE Gas Turbine
- GELX - Garvey Elevators, Inc., Grain Marketing, LC
- GEMX - GE Rail Services
- GENX - GE Rail Services
- GEOX - GEO Specialty Chemicals
- GEPX - Trinity Rail Management, Inc.
- GETX - Getty Refining and Marketing Company, General American Marks Company
- GETY - Gettysburg Railroad
- GETZ - Transport International Pool, Inc.
- GEX  - General Electric Company
- GEXR - Goderich-Exeter Railway (RailAmerica)
- GF   - Central of Georgia Railroad, Norfolk Southern
- GFAX - Gordon Fay Associates, Inc.
- GFC  - Grand Falls Central Railway
- GFCX - Glens Falls Lehigh Cement Company
- GFCZ - General Foods Corporation
- GFHX - Commercial Credit Capital Corporation
- GFJX - Garret Railroad Car and Equipment, Inc.
- GFLX - Greenfield Logistics, LLC
- GFR  - Grand Forks Railway
- GFRR - Georgia and Florida Railroad
- GFSX - General American Marks Company
- GGCX - Georgia Gulf Corporation
- GGIX - Garvey International
- GGMX - Golden Gate Railroad Museum
- GGPX - General American Marks Company
- GGS  - South Carolina Central Railroad
- GHBX - G. Heileman Brewing Company
- GHH  - Galveston, Houston and Henderson Railroad
- GHRD - Green Hills Rural Development (Chillicothe-Brunswick Rail Maintenance Authority)
- GHRX - GHR Energy Corporation
- GIEX - General American Marks Company
- GIHX - Gifford-Hill and Company
- GILX - Gilman Paper Company
- GIMX - General American Marks Company
- GITM - Golden Isles Terminal Railroad
- GJ   - Greenwich and Johnsonville Railway
- GKLX - Gold Kist, Inc.
- GLBZ - Trac Lease, Inc.
- GLCU - Flex-Van Leasing
- GLCX - Great Lakes Carbon
- GLKU - Great Lakes Chemical Corporation
- GLKX - Great Lakes Chemical Corporation
- GLNX - GLNX Corporation
- GLRX - Georgetown Loop Railroad
- GLSR - Gloster Southern Railroad
- GLSX - Glacier State Distribution Services
- GMCX - General Motors Corporation
- GMGX - M and G Polymers USA, LLC
- GMHX - General American Marks Company
- GMIX - Chicago Freight Car Leasing Company
- GMO  - Gulf, Mobile and Ohio Railroad, Illinois Central Gulf Railroad, Illinois Central, Canadian National Railway
- GMRC - Green Mountain Railroad
- GMRY - Great Miami and Scioto Railway
- GMSR - Kansas City Southern
- GN   - Great Northern Railroad, Burlington Northern Railroad, Burlington Northern and Santa Fe Railway; BNSF Railway
- GNA  - Graysonia, Nashville and Ashdown Railroad, Kansas City Southern
- GNAX - Holnam, Inc.
- GNBC - Grainbelt Corporation, Farmrail
- GNCU - Gallatin National Company
- GNFX - Gainesville, Florida (City of)
- GNLX - Georgia Industrial Leasing Company
- GNRR - Georgia Northeastern Railroad
- GNWR - Genesee and Wyoming Railroad
- GOCU - Greenfield Overseas Container, Inc.
- GOCX - Gulf Oil Products Company, Chevron Phillips Chemical Company
- GOHX - General American Marks Company
- GONX - Railgon Company, TTX Corporation
- GOT  - Greater Toronto Transit Authority
- GOTU - Gulf Overseas Towing
- GPBX - Georgia-Pacific Corporation
- GPCX - General Electric Company (General Purpose Control Department), Georgia-Pacific Corporation
- GPDX - General American Marks Company
- GPEX - General American Transportation Corporation
- GPFX - General American Marks Company, GATX Corporation
- GPIX - General Portland, Inc., Sunbelt Cement
- GPLU - Management Control and Maintenance, SA
- GPLX - General American Marks Company
- GPMX - Georgia-Pacific Corporation (Mid Continent Wood Products Manufacturing Division)
- GPPX - Georgia-Pacific Corporation (Portland Division)
- GPSX - Georgia-Pacific Corporation (Eastern Wood Products Manufacturing Division)
- GPUX - GPU Service Corporation
- GR   - Grand Rapids Eastern Railroad
- GRCX - Granite Rock Company
- GRDX - Grand River Dam Authority
- GREX - Georgetown Rail Equipment Company
- GRFF - Georgia and Florida Railroad
- GRIV - Gauley River Railroad
- GRMX - Gopher State Railway Museum
- GRN  - Greenville and Northern Railway, South Carolina Central Railroad (Carolina Piedmont Division)
- GRNR - Grand River Railway
- GRNW - Great Northwest Railroad
- GROI - Genesee Rail-One, Inc.
- GROX - Growth Nonstop Cooperative, Inc., First Union Rail
- GRPX - General Chemical, CIT Financial
- GRR  - Georgetown Railroad
- GRRX - Wampum Hardware
- GRSX - Gunderson Rail Services
- GRTX - Savage-Tolk Energy Services
- GRWR - Great Walton Railroad
- GRYX - John H. Grace Company, Transmatrix, Inc.
- GSAX - Granite State Concrete Company
- GSCU - Eurotainer US, Inc.
- GSCX - Greenville Leasing Company, General American Marks Company
- GSF  - Georgia Southern and Florida Railway
- GSIX - Gas Supply, Inc., Williams Energy Ventures, Inc.
- GSM  - Great Smokey Mountains Railway
- GSNX - Gulf States Utilities Company, Helm Financial Corporation
- GSOR - Indiana Hi-Rail Corporation
- GSPX - Great Southern Plywood Company
- GSRX - Golden Spike Railroad Services
- GSSX - Gopher State Scrap and Metal
- GSTU - Genstar Container Corporation
- GSW  - Great Southwest Railroad
- GSWR - South Carolina Central Railroad (Georgia Southwestern Division)
- GSWX - G and S Company, Inc.
- GT   - Grand Trunk Railway
- GTA  - Grand Trunk Western, Canadian National Railway
- GTAX - Harvest States Cooperative
- GTC  - Gulf Transport
- GTEU - General Transport Equipment Company, Inc.
- GTIS - Guilford Transportation Industries
- GTIZ - G. T. Intermodal USA
- GTLZ - G. T. Leasing
- GTP - Grand Trunk Pacific Railway (expired)
- GTPR - Grand Trunk Pacific Railway
- GTPZ - TIT Services
- GTR  - Great River Railroad (Rosedale-Bolivar County Port Commission)
- GTRA - Golden Triangle Railroad
- GTTX - Trailer Train Company, TTX Company
- GTW  - Grand Trunk Western, Canadian National Railway
- GTWQ - Grand Trunk Western, Canadian National Railway
- GTZZ - GT Trucking, Inc.
- GU   - Grafton and Upton Railroad
- GUAX - Georgia Power Company
- GUEX - General American Marks Company
- GURZ - Grafton and Upton Railroad
- GVCX - Glen-Valley Corporation
- GVDX - Oxy Vinyls
- GVSR - Galveston Railroad
- GWAX - Railroad Salvage and Restoration, Inc.
- GWCX - Greenway Centre, LLC
- GWF  - Galveston Wharves
- GWHX - Stevens Energy, Ltd.
- GWIX - GWI Leasing Corporation
- GWR  - Great Western Railway
- GWRC - Georgia Woodlands Railroad
- GWRS - Great Western Railway
- GWSR - Great Western Railway
- GWSW - GWI Switching Services, LP
- GWWE - Gateway Eastern Railway
- GWWR - Gateway Western Railway
- GYLX - Gaylord Container Corporation